# Catedral de San Juan Bautista (Santa Cruz do Sul)
La Catedral de San Juan Bautista o simplemente Catedral de Santa Cruz do Sul (en portugués: Catedral São João Batista) es un templo católico ubicado en la zona central de Santa Cruz do Sul, en frente de la plaza Getúlio Vargas en Brasil.
Posee una altura de 26 metros en su nave central pero las torres alcanzan los 83 metros.
La construcción empezó el 1 de febrero de 1928 bajo la dirección de Simon Gramlich, autor del proyecto y más tarde bajo la dirección del ingeniero Ernesto Matheis.
El 2 de agosto de 1936, la iglesia estaba lista, pero la obra fue terminada sólo en 1977 con la construcción de dos torres principales.
Desde 1959, con la creación de la diócesis de Santa Cruz do Sul, con jurisdicción sobre varios municipios, la iglesia pasó a ser conocida como la catedral de San Juan Bautista.

## Véase también

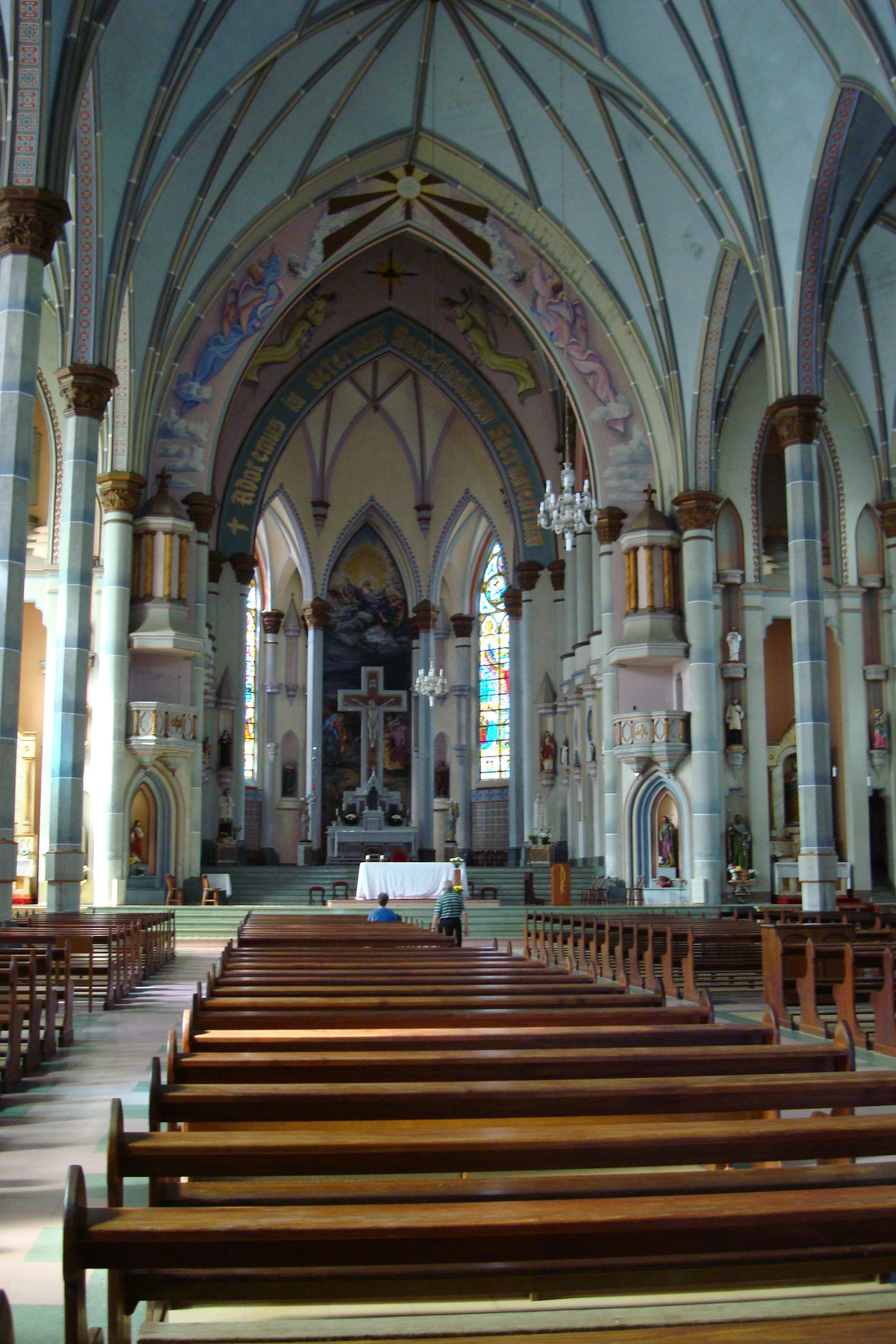
Vista interna